# ATP Tour 2025
L'ATP Tour 2025 és el circuit de tennis professional masculí de l'any 2025 organitzat per l'ATP. La temporada inclou un total de 64 torneigs dividits en Grand Slams (organitzats per la ITF), ATP World Tour Masters 1000, sèries ATP World Tour 500, sèries ATP World Tour 250 i un ATP Finals. També s'inclou la disputa de la Copa Davis, l'United Cup i la Laver Cup. Els torneigs es van disputar entre el 27 de desembre de 2024 i el de novembre de 2025.

## Calendari
Taula sobre el calendari complet dels torneigs que pertanyen a la temporada 2025 de l'ATP Tour. També s'inclouen els vencedors dels quadres individuals i dobles de cada torneig.
| Llegenda                           |
| ---------------------------------- |
| Grand Slam                         |
| ATP World Tour Finals / ATP Finals |
| ATP World Tour Masters 1000        |
| ATP World Tour 500                 |
| ATP World Tour 250                 |
| Esdeveniments per equips           |

| Data d'inici           | Torneig                         | Superfície   | Guanyador/s                                                                                              | Finalista/es                                                                                           |
| ---------------------- | ------------------------------- | ------------ | --- | --- |
| 30 de desembre de 2024 | United Cup                      | Dura         | Estats Units: Taylor Fritz, Coco Gauff, Denis Kudla, Danielle Collins, Robert Galloway, Desirae Krawczyk | Polònia: Hubert Hurkacz, Iga Świątek, Kamil Majchrzak, Maja Chwalińska, Jan Zieliński, Alicja Rosolska |
| 30 de desembre de 2024 | Brisbane                        | Dura         | Jiří Lehečka                                                                                             | Reilly Opelka                                                                                          |
| 30 de desembre de 2024 | Brisbane                        | Dura         | Julian Cash / Lloyd Glasspool                                                                            | Jiří Lehečka / Jakub Menšík                                                                            |
| 30 de desembre de 2024 | Hong Kong                       | Dura         | Alexandre Müller                                                                                         | Kei Nishikori                                                                                          |
| 30 de desembre de 2024 | Hong Kong                       | Dura         | Sander Arends / Luke Johnson                                                                             | Karén Khatxànov / Andrei Rubliov                                                                       |
| 6 de gener             | Auckland                        | Dura         | Félix Auger-Aliassime                                                                                    | Sebastian Korda                                                                                        |
| 6 de gener             | Auckland                        | Dura         | Simone Bolelli / Andrea Vavassori                                                                        | Kevin Krawietz / Tim Pütz                                                                              |
| 6 de gener             | Adelaida                        | Dura         | Gaël Monfils                                                                                             | Zizou Bergs                                                                                            |
| 6 de gener             | Adelaida                        | Dura         | Nikola Mektić / Michael Venus                                                                            | Christian Harrison / Rajeev Ram                                                                        |
| 13 de gener            | Open d'Austràlia                | Dura         | Jannik Sinner                                                                                            | Alexander Zverev                                                                                       |
| 13 de gener            | Open d'Austràlia                | Dura         | Harri Heliövaara / Henry Patten                                                                          | Simone Bolelli / Andrea Vavassori                                                                      |
| 13 de gener            | Open d'Austràlia                | Dura         | Olivia Gadecki / John Peers                                                                              | Kimberly Birrell / John-Patrick Smith                                                                  |
| 27 de gener            | Copa Davis (Fase classificació) |              | | |
| 27 de gener            | Montpeller                      | Dura (i)     | Félix Auger-Aliassime                                                                                    | Aleksandar Kovacevic                                                                                   |
| 27 de gener            | Montpeller                      | Dura (i)     | Robin Haase / Botic van de Zandschulp                                                                    | Tallon Griekspoor / Bart Stevens                                                                       |
| 3 de febrer            | Rotterdam                       | Dura (i)     | Carlos Alcaraz                                                                                           | Alex de Minaur                                                                                         |
| 3 de febrer            | Rotterdam                       | Dura (i)     | Simone Bolelli / Andrea Vavassori                                                                        | Sander Gillé / Jan Zieliński                                                                           |
| 3 de febrer            | Dallas                          | Dura (i)     | Denis Shapovalov                                                                                         | Casper Ruud                                                                                            |
| 3 de febrer            | Dallas                          | Dura (i)     | Christian Harrison / Evan King                                                                           | Ariel Behar / Robert Galloway                                                                          |
| 10 de febrer           | Delray Beach                    | Dura         | Miomir Kecmanović                                                                                        | Alejandro Davidovich Fokina                                                                            |
| 10 de febrer           | Delray Beach                    | Dura         | Miomir Kecmanović / Brandon Nakashima                                                                    | Christian Harrison / Evan King                                                                         |
| 10 de febrer           | Buenos Aires                    | Terra batuda | João Fonseca                                                                                             | Francisco Cerúndolo                                                                                    |
| 10 de febrer           | Buenos Aires                    | Terra batuda | Guido Andreozzi / Théo Arribagé                                                                          | Rafael Matos / Marcelo Melo                                                                            |
| 10 de febrer           | Marsella                        | Dura (i)     | Ugo Humbert                                                                                              | Hamad Medjedovic                                                                                       |
| 10 de febrer           | Marsella                        | Dura (i)     | Benjamin Bonzi / Pierre-Hugues Herbert                                                                   | Sander Gillé / Jan Zieliński                                                                           |
| 17 de febrer           | Doha                            | Dura         | Andrei Rubliov                                                                                           | Jack Draper                                                                                            |
| 17 de febrer           | Doha                            | Dura         | Julian Cash / Lloyd Glasspool                                                                            | Joe Salisbury / Neal Skupski                                                                           |
| 17 de febrer           | Rio de Janeiro                  | Terra batuda | Sebastián Báez                                                                                           | Alexandre Müller                                                                                       |
| 17 de febrer           | Rio de Janeiro                  | Terra batuda | Rafael Matos / Marcelo Melo                                                                              | Pedro Martínez / Jaume Munar                                                                           |
| 24 de febrer           | Acapulco                        | Dura         | Tomáš Macháč                                                                                             | Alejandro Davidovich Fokina                                                                            |
| 24 de febrer           | Acapulco                        | Dura         | Christian Harrison / Evan King                                                                           | Sadio Doumbia / Fabien Reboul                                                                          |
| 24 de febrer           | Dubai                           | Dura         | Stéfanos Tsitsipàs                                                                                       | Félix Auger-Aliassime                                                                                  |
| 24 de febrer           | Dubai                           | Dura         | Yuki Bhambri / Alexei Popyrin                                                                            | Harri Heliövaara / Henry Patten                                                                        |
| 24 de febrer           | Santiago                        | Terra batuda | Laslo Đere                                                                                               | Sebastián Báez                                                                                         |
| 24 de febrer           | Santiago                        | Terra batuda | Nicolás Barrientos / Rithvik Choudary Bollipalli                                                         | Máximo González / Andrés Molteni                                                                       |
| 5 de març              | Indian Wells                    | Dura         | Jack Draper                                                                                              | Holger Rune                                                                                            |
| 5 de març              | Indian Wells                    | Dura         | Marcelo Arévalo / Mate Pavić                                                                             | Sebastian Korda / Jordan Thompson                                                                      |
| 19 de març             | Miami                           | Dura         | Jakub Menšík                                                                                             | Novak Đoković                                                                                          |
| 19 de març             | Miami                           | Dura         | Marcelo Arévalo / Mate Pavić                                                                             | Julian Cash / Lloyd Glasspool                                                                          |
| 31 de març             | Houston                         | Terra batuda | Jenson Brooksby                                                                                          | Frances Tiafoe                                                                                         |
| 31 de març             | Houston                         | Terra batuda | Fernando Romboli / John-Patrick Smith                                                                    | Federico Agustín Gómez / Santiago González                                                             |
| 31 de març             | Marràqueix                      | Terra batuda | Luciano Darderi                                                                                          | Tallon Griekspoor                                                                                      |
| 31 de març             | Marràqueix                      | Terra batuda | Petr Nouza / Patrik Rikl                                                                                 | Hugo Nys / Édouard Roger-Vasselin                                                                      |
| 31 de març             | Bucarest                        | Terra batuda | Flavio Cobolli                                                                                           | Sebastián Báez                                                                                         |
| 31 de març             | Bucarest                        | Terra batuda | Marcel Granollers / Horacio Zeballos                                                                     | Jakob Schnaitter / Mark Wallner                                                                        |
| 6 d'abril              | Montecarlo                      | Terra batuda | Carlos Alcaraz                                                                                           | Lorenzo Musetti                                                                                        |
| 6 d'abril              | Montecarlo                      | Terra batuda | Romain Arneodo / Manuel Guinard                                                                          | Julian Cash / Lloyd Glasspool                                                                          |
| 14 d'abril             | Barcelona                       | Terra batuda | Holger Rune                                                                                              | Carlos Alcaraz                                                                                         |
| 14 d'abril             | Barcelona                       | Terra batuda | Sander Arends / Luke Johnson                                                                             | Joe Salisbury / Neal Skupski                                                                           |
| 14 d'abril             | Múnic                           | Terra batuda | Alexander Zverev                                                                                         | Ben Shelton                                                                                            |
| 14 d'abril             | Múnic                           | Terra batuda | André Göransson / Sem Verbeek                                                                            | Kevin Krawietz / Tim Pütz                                                                              |
| 21 d'abril             | Madrid                          | Terra batuda | Casper Ruud                                                                                              | Jack Draper                                                                                            |
| 21 d'abril             | Madrid                          | Terra batuda | Marcel Granollers / Horacio Zeballos                                                                     | Marcelo Arévalo / Mate Pavić                                                                           |
| 5 de maig              | Roma                            | Terra batuda | Carlos Alcaraz                                                                                           | Jannik Sinner                                                                                          |
| 5 de maig              | Roma                            | Terra batuda | Marcelo Arévalo / Mate Pavić                                                                             | Sadio Doumbia / Fabien Reboul                                                                          |
| 19 de maig             | Hamburg                         | Terra batuda | Flavio Cobolli                                                                                           | Andrei Rubliov                                                                                         |
| 19 de maig             | Hamburg                         | Terra batuda | Simone Bolelli / Andrea Vavassori                                                                        | Andrés Molteni / Fernando Romboli                                                                      |
| 19 de maig             | Ginebra                         | Terra batuda | Novak Đoković                                                                                            | Hubert Hurkacz                                                                                         |
| 19 de maig             | Ginebra                         | Terra batuda | Sadio Doumbia / Fabien Reboul                                                                            | Ariel Behar / Joran Vliegen                                                                            |
| 26 de maig             | Roland Garros                   | Terra batuda | Carlos Alcaraz                                                                                           | Jannik Sinner                                                                                          |
| 26 de maig             | Roland Garros                   | Terra batuda | Marcel Granollers / Horacio Zeballos                                                                     | Joe Salisbury / Neal Skupski                                                                           |
| 26 de maig             | Roland Garros                   | Terra batuda | Sara Errani / Andrea Vavassori                                                                           | Taylor Townsend / Evan King                                                                            |
| 9 de juny              | 's-Hertogenbosch                | Gespa        | Gabriel Diallo                                                                                           | Zizou Bergs                                                                                            |
| 9 de juny              | 's-Hertogenbosch                | Gespa        | Matthew Ebden / Jordan Thompson                                                                          | Julian Cash / Lloyd Glasspool                                                                          |
| 9 de juny              | Stuttgart                       | Gespa        | Taylor Fritz                                                                                             | Alexander Zverev                                                                                       |
| 9 de juny              | Stuttgart                       | Gespa        | Santiago González / Austin Krajicek                                                                      | Alex Michelsen / Rajeev Ram                                                                            |
| 16 de juny             | Londres                         | Gespa        | Carlos Alcaraz                                                                                           | Jiří Lehečka                                                                                           |
| 16 de juny             | Londres                         | Gespa        | Julian Cash / Lloyd Glasspool                                                                            | Nikola Mektić / Michael Venus                                                                          |
| 16 de juny             | Halle                           | Gespa        | Alexander Bublik                                                                                         | Daniïl Medvédev                                                                                        |
| 16 de juny             | Halle                           | Gespa        | Kevin Krawietz / Tim Pütz                                                                                | Simone Bolelli / Andrea Vavassori                                                                      |
| 23 de juny             | Mallorca                        | Gespa        | Tallon Griekspoor                                                                                        | Corentin Moutet                                                                                        |
| 23 de juny             | Mallorca                        | Gespa        | Santiago González / Austin Krajicek                                                                      | Yuki Bhambri / Robert Galloway                                                                         |
| 23 de juny             | Eastbourne                      | Gespa        | Taylor Fritz                                                                                             | Jenson Brooksby                                                                                        |
| 23 de juny             | Eastbourne                      | Gespa        | Julian Cash / Lloyd Glasspool                                                                            | Ariel Behar / Joran Vliegen                                                                            |
| 30 de juny             | Wimbledon                       | Gespa        | Jannik Sinner                                                                                            | Carlos Alcaraz                                                                                         |
| 30 de juny             | Wimbledon                       | Gespa        | Julian Cash / Lloyd Glasspool                                                                            | Rinky Hijikata / David Pel                                                                             |
| 30 de juny             | Wimbledon                       | Gespa        | Kateřina Siniaková / Sem Verbeek                                                                         | Luisa Stefani / Joe Salisbury                                                                          |
| 14 de juliol           | Los Cabos                       | Dura         | Denis Shapovalov                                                                                         | Aleksandar Kovacevic                                                                                   |
| 14 de juliol           | Los Cabos                       | Dura         | Robert Cash / JJ Tracy                                                                                   | Blake Bayldon / Tristan Schoolkate                                                                     |
| 14 de juliol           | Gstaad                          | Terra batuda | Alexander Bublik                                                                                         | Juan Manuel Cerúndolo                                                                                  |
| 14 de juliol           | Gstaad                          | Terra batuda | Francisco Cabral / Lucas Miedler                                                                         | Hendrik Jebens / Albano Olivetti                                                                       |
| 14 de juliol           | Båstad                          | Terra batuda | Luciano Darderi                                                                                          | Jesper de Jong                                                                                         |
| 14 de juliol           | Båstad                          | Terra batuda | Guido Andreozzi / Sander Arends                                                                          | Adam Pavlásek / Jan Zieliński                                                                          |
| 20 de juliol           | Washington DC                   | Dura         | Alex de Minaur                                                                                           | Alejandro Davidovich Fokina                                                                            |
| 20 de juliol           | Washington DC                   | Dura         | Simone Bolelli / Andrea Vavassori                                                                        | Hugo Nys / Édouard Roger-Vasselin                                                                      |
| 20 de juliol           | Kitzbühel                       | Terra batuda | Alexander Bublik                                                                                         | Arthur Cazaux                                                                                          |
| 20 de juliol           | Kitzbühel                       | Terra batuda | Petr Nouza / Patrik Rikl                                                                                 | Neil Oberleitner / Joel Schwärzler                                                                     |
| 20 de juliol           | Umag                            | Terra batuda | Luciano Darderi                                                                                          | Carlos Taberner                                                                                        |
| 20 de juliol           | Umag                            | Terra batuda | Romain Arneodo / Manuel Guinard                                                                          | Patrik Trhac / Marcus Willis                                                                           |
| 27 de juliol           | Montreal                        | Dura         | Ben Shelton                                                                                              | Karén Khatxànov                                                                                        |
| 27 de juliol           | Montreal                        | Dura         | Julian Cash / Lloyd Glasspool                                                                            | Joe Salisbury / Neal Skupski                                                                           |
| 7 d'agost              | Cincinnati                      | Dura         | | |
| 7 d'agost              | Cincinnati                      | Dura         | | |
| 17 d'agost             | Winston-Salem                   | Dura         | | |
| 17 d'agost             | Winston-Salem                   | Dura         | | |
| 24 d'agost             | US Open                         | Dura         | | |
| 24 d'agost             | US Open                         | Dura         | | |
| 24 d'agost             | US Open                         | Dura         | | |
| 8 de setembre          | Davis Cup Finals (Fase grups)   | Dura (i)     | | |
| 15 de setembre         | Chengdu                         | Dura         | | |
| 15 de setembre         | Chengdu                         | Dura         | | |
| 15 de setembre         | Hangzhou                        | Dura         | | |
| 15 de setembre         | Hangzhou                        | Dura         | | |
| 15 de setembre         | Laver Cup (San Francisco)       | Dura (i)     | | |
| 22 de setembre         | Tòquio                          | Dura         | | |
| 22 de setembre         | Tòquio                          | Dura         | | |
| 22 de setembre         | Pequín                          | Dura         | | |
| 22 de setembre         | Pequín                          | Dura         | | |
| 29 de setembre         | Xangai                          | Dura         | | |
| 29 de setembre         | Xangai                          | Dura         | | |
| 13 d'octubre           | Almaty                          | Dura (i)     | | |
| 13 d'octubre           | Almaty                          | Dura (i)     | | |
| 13 d'octubre           | Estocolm                        | Dura (i)     | | |
| 13 d'octubre           | Estocolm                        | Dura (i)     | | |
| 13 d'octubre           | Anvers                          | Dura (i)     | | |
| 13 d'octubre           | Anvers                          | Dura (i)     | | |
| 20 d'octubre           | Viena                           | Dura (i)     | | |
| 20 d'octubre           | Viena                           | Dura (i)     | | |
| 20 d'octubre           | Basilea                         | Dura (i)     | | |
| 20 d'octubre           | Basilea                         | Dura (i)     | | |
| 27 d'octubre           | París                           | Dura (i)     | | |
| 27 d'octubre           | París                           | Dura (i)     | | |
| 3 de novembre          | Belgrad                         | Dura (i)     | | |
| 3 de novembre          | Belgrad                         | Dura (i)     | | |
| 3 de novembre          | Metz                            | Dura (i)     | | |
| 3 de novembre          | Metz                            | Dura (i)     | | |
| 10 de novembre         | ATP Finals (Torí)               | Dura (i)     | | |
| 10 de novembre         | ATP Finals (Torí)               | Dura (i)     | | |
| 18 de novembre         | Davis Cup Finals (fase final)   | Dura (i)     | | |
| 15 de desembre         | Next Gen ATP Finals (Jiddah)    | Dura (i)     | | |

## Estadístiques
La següent taula mostra el nombre de títols aconseguits de forma individual (I), dobles (D) i dobles mixts (X) aconseguits per cada tennista i també per països durant la temporada 2025. Els torneigs estan classificats segons la seva categoria dins el calendari ATP Tour 2025: Grand Slams, ATP Finals, ATP Tour Masters 1000, sèries ATP Tour 500 i sèries ATP Tour 250. L'ordre del jugadors s'ha establert a partir del nombre total de títols i llavors segons la categoria dels títols.

### Títols per tennista
| Total | Tennista                    | Grand Slams | Grand Slams | Grand Slams | Finals | Finals | ATP 1000 | ATP 1000 | ATP 500 | ATP 500 | ATP 250 | ATP 250 | Resum | Resum | Resum |
| Total | Tennista                    | I           | D           | X           | I      | D      | I        | D        | I       | D       | I       | D       | I     | D     | X     |
| ----- | --------------------------- | ----------- | ----------- | ----------- | ------ | ------ | -------- | -------- | ------- | ------- | ------- | ------- | ----- | ----- | ----- |
| 6     | Julian Cash                 |             | ●           |             |        |        |          | ●        |         | ●       |         | ●       | 0     | 6     | 0     |
| 6     | Lloyd Glasspool             |             | ●           |             |        |        |          | ●        |         | ●       |         | ●       | 0     | 6     | 0     |
| 5     | Carlos Alcaraz              | ●           |             |             |        |        | ●        |          | ●       |         |         |         | 5     | 0     | 0     |
| 5     | Andrea Vavassori            |             |             | ●           |        |        |          |          |         | ●       |         | ●       | 0     | 4     | 1     |
| 4     | Simone Bolelli              |             |             |             |        |        |          |          |         | ●       |         | ●       | 0     | 4     | 0     |
| 3     | Marcel Granollers           |             | ●           |             |        |        |          | ●        |         |         |         | ●       | 0     | 3     | 0     |
| 3     | Horacio Zeballos            |             | ●           |             |        |        |          | ●        |         |         |         | ●       | 0     | 3     | 0     |
| 3     | Marcelo Arévalo             |             |             |             |        |        |          | ●        |         |         |         |         | 0     | 3     | 0     |
| 3     | Mate Pavić                  |             |             |             |        |        |          | ●        |         |         |         |         | 0     | 3     | 0     |
| 3     | Alexander Bublik            |             |             |             |        |        |          |          | ●       |         | ●       |         | 3     | 0     | 0\|-  |
| 3     | Sander Arends               |             |             |             |        |        |          |          |         | ●       |         | ●       | 0     | 3     | 0     |
| 3     | Luciano Darderi             |             |             |             |        |        |          |          |         |         | ●       |         | 3     | 0     | 0     |
| 2     | Jannik Sinner               | ●           |             |             |        |        |          |          |         |         |         |         | 2     | 0     | 0     |
| 2     | Sem Verbeek                 |             |             | ●           |        |        |          |          |         | ●       |         |         | 0     | 1     | 1     |
| 2     | Romain Arneodo              |             |             |             |        |        |          | ●        |         |         |         | ●       | 0     | 2     | 0     |
| 2     | Manuel Guinard              |             |             |             |        |        |          | ●        |         |         |         | ●       | 0     | 2     | 0     |
| 2     | Christian Harrison          |             |             |             |        |        |          |          |         | ●       |         |         | 0     | 2     | 0     |
| 2     | Evan King                   |             |             |             |        |        |          |          |         | ●       |         |         | 0     | 2     | 0     |
| 2     | Flavio Cobolli              |             |             |             |        |        |          |          | ●       |         | ●       |         | 2     | 0     | 0     |
| 2     | Denis Shapovalov            |             |             |             |        |        |          |          | ●       |         | ●       |         | 2     | 0     | 0     |
| 2     | Luke Johnson                |             |             |             |        |        |          |          |         | ●       |         | ●       | 0     | 2     | 0     |
| 2     | Félix Auger-Aliassime       |             |             |             |        |        |          |          |         |         | ●       |         | 2     | 0     | 0     |
| 2     | Taylor Fritz                |             |             |             |        |        |          |          |         |         | ●       |         | 2     | 0     | 0     |
| 2     | Miomir Kecmanović           |             |             |             |        |        |          |          |         |         | ●       | ●       | 1     | 1     | 0     |
| 2     | Guido Andreozzi             |             |             |             |        |        |          |          |         |         |         | ●       | 0     | 2     | 0     |
| 2     | Santiago González           |             |             |             |        |        |          |          |         |         |         | ●       | 0     | 2     | 0     |
| 2     | Austin Krajicek             |             |             |             |        |        |          |          |         |         |         | ●       | 0     | 2     | 0     |
| 2     | Petr Nouza                  |             |             |             |        |        |          |          |         |         |         | ●       | 0     | 2     | 0     |
| 2     | Patrik Rikl                 |             |             |             |        |        |          |          |         |         |         | ●       | 0     | 2     | 0     |
| 1     | Harri Heliövaara            |             | ●           |             |        |        |          |          |         |         |         |         | 0     | 1     | 0     |
| 1     | Henry Patten                |             | ●           |             |        |        |          |          |         |         |         |         | 0     | 1     | 0     |
| 1     | John Peers                  |             |             | ●           |        |        |          |          |         |         |         |         | 0     | 0     | 1     |
| 1     | Jack Draper                 |             |             |             |        |        | ●        |          |         |         |         |         | 1     | 0     | 0     |
| 1     | Jakub Menšík                |             |             |             |        |        | ●        |          |         |         |         |         | 1     | 0     | 0     |
| 1     | Casper Ruud                 |             |             |             |        |        | ●        |          |         |         |         |         | 1     | 0     | 0     |
| 1     | Ben Shelton                 |             |             |             |        |        | ●        |          |         |         |         |         | 1     | 0     | 0     |
| 1     | Sebastián Báez              |             |             |             |        |        |          |          | ●       |         |         |         | 1     | 0     | 0     |
| 1     | Tomáš Macháč                |             |             |             |        |        |          |          | ●       |         |         |         | 1     | 0     | 0     |
| 1     | Alex de Minaur              |             |             |             |        |        |          |          | ●       |         |         |         | 1     | 0     | 0     |
| 1     | Andrei Rubliov              |             |             |             |        |        |          |          | ●       |         |         |         | 1     | 0     | 0     |
| 1     | Holger Rune                 |             |             |             |        |        |          |          | ●       |         |         |         | 1     | 0     | 0     |
| 1     | Stéfanos Tsitsipàs          |             |             |             |        |        |          |          | ●       |         |         |         | 1     | 0     | 0     |
| 1     | Alexander Zverev            |             |             |             |        |        |          |          | ●       |         |         |         | 1     | 0     | 0     |
| 1     | Yuki Bhambri                |             |             |             |        |        |          |          |         | ●       |         |         | 0     | 1     | 0     |
| 1     | André Göransson             |             |             |             |        |        |          |          |         | ●       |         |         | 0     | 1     | 0     |
| 1     | Kevin Krawietz              |             |             |             |        |        |          |          |         | ●       |         |         | 0     | 1     | 0     |
| 1     | Rafael Matos                |             |             |             |        |        |          |          |         | ●       |         |         | 0     | 1     | 0     |
| 1     | Marcelo Melo                |             |             |             |        |        |          |          |         | ●       |         |         | 0     | 1     | 0     |
| 1     | Alexei Popyrin              |             |             |             |        |        |          |          |         | ●       |         |         | 0     | 1     | 0     |
| 1     | Tim Pütz                    |             |             |             |        |        |          |          |         | ●       |         |         | 0     | 1     | 0     |
| 1     | Jenson Brooksby             |             |             |             |        |        |          |          |         |         | ●       |         | 1     | 0     | 0     |
| 1     | Laslo Đere                  |             |             |             |        |        |          |          |         |         | ●       |         | 1     | 0     | 0     |
| 1     | Gabriel Diallo              |             |             |             |        |        |          |          |         |         | ●       |         | 1     | 0     | 0     |
| 1     | Novak Đoković               |             |             |             |        |        |          |          |         |         | ●       |         | 1     | 0     | 0     |
| 1     | João Fonseca                |             |             |             |        |        |          |          |         |         | ●       |         | 1     | 0     | 0     |
| 1     | Tallon Griekspoor           |             |             |             |        |        |          |          |         |         | ●       |         | 1     | 0     | 0     |
| 1     | Ugo Humbert                 |             |             |             |        |        |          |          |         |         | ●       |         | 1     | 0     | 0     |
| 1     | Jiří Lehečka                |             |             |             |        |        |          |          |         |         | ●       |         | 1     | 0     | 0     |
| 1     | Gaël Monfils                |             |             |             |        |        |          |          |         |         | ●       |         | 1     | 0     | 0     |
| 1     | Alexandre Müller            |             |             |             |        |        |          |          |         |         | ●       |         | 1     | 0     | 0     |
| 1     | Théo Arribagé               |             |             |             |        |        |          |          |         |         |         | ●       | 0     | 1     | 0     |
| 1     | Nicolás Barrientos          |             |             |             |        |        |          |          |         |         |         | ●       | 0     | 1     | 0     |
| 1     | Rithvik Choudary Bollipalli |             |             |             |        |        |          |          |         |         |         | ●       | 0     | 1     | 0     |
| 1     | Benjamin Bonzi              |             |             |             |        |        |          |          |         |         |         | ●       | 0     | 1     | 0     |
| 1     | Francisco Cabral            |             |             |             |        |        |          |          |         |         |         | ●       | 0     | 1     | 0     |
| 1     | Robert Cash                 |             |             |             |        |        |          |          |         |         |         | ●       | 0     | 1     | 0     |
| 1     | Sadio Doumbia               |             |             |             |        |        |          |          |         |         |         | ●       | 0     | 1     | 0     |
| 1     | Matthew Ebden               |             |             |             |        |        |          |          |         |         |         | ●       | 0     | 1     | 0     |
| 1     | Robin Haase                 |             |             |             |        |        |          |          |         |         |         | ●       | 0     | 1     | 0     |
| 1     | Pierre-Hugues Herbert       |             |             |             |        |        |          |          |         |         |         | ●       | 0     | 1     | 0     |
| 1     | Nikola Mektić               |             |             |             |        |        |          |          |         |         |         | ●       | 0     | 1     | 0     |
| 1     | Lucas Miedler               |             |             |             |        |        |          |          |         |         |         | ●       | 0     | 1     | 0     |
| 1     | Brandon Nakashima           |             |             |             |        |        |          |          |         |         |         | ●       | 0     | 1     | 0     |
| 1     | Fabien Reboul               |             |             |             |        |        |          |          |         |         |         | ●       | 0     | 1     | 0     |
| 1     | Fernando Romboli            |             |             |             |        |        |          |          |         |         |         | ●       | 0     | 1     | 0     |
| 1     | John-Patrick Smith          |             |             |             |        |        |          |          |         |         |         | ●       | 0     | 1     | 0     |
| 1     | Jordan Thompson             |             |             |             |        |        |          |          |         |         |         | ●       | 0     | 1     | 0     |
| 1     | JJ Tracy                    |             |             |             |        |        |          |          |         |         |         | ●       | 0     | 1     | 0     |
| 1     | Michael Venus               |             |             |             |        |        |          |          |         |         |         | ●       | 0     | 1     | 0     |
| 1     | Botic van de Zandschulp     |             |             |             |        |        |          |          |         |         |         | ●       | 0     | 1     | 0     |

### Títols per estat
| Total | País          | Grand Slams | Grand Slams | Grand Slams | Finals | Finals | ATP 1000 | ATP 1000 | ATP 500 | ATP 500 | ATP 250 | ATP 250 | Resum | Resum | Resum |
| Total | País          | I           | D           | X           | I      | D      | I        | D        | I       | D       | I       | D       | I     | D     | X     |
| ----- | ------------- | ----------- | ----------- | ----------- | ------ | ------ | -------- | -------- | ------- | ------- | ------- | ------- | ----- | ----- | ----- |
| 12    | Itàlia        | 2           |             | 1           |        |        |          |          | 1       | 3       | 4       | 1       | 7     | 4     | 1     |
| 10    | Regne Unit    |             | 2           |             |        |        | 1        | 1        |         | 3       |         | 3       | 1     | 9     | 0     |
| 10    | Estats Units  |             |             |             |        |        | 1        |          |         | 2       | 3       | 4       | 4     | 6     | 0     |
| 8     | Espanya       | 1           | 1           |             |        |        | 2        | 1        | 2       |         |         | 1       | 5     | 3     | 0     |
| 8     | França        |             |             |             |        |        |          | 1        |         |         | 3       | 4       | 3     | 5     | 0     |
| 7     | Països Baixos |             |             | 1           |        |        |          |          |         | 2       | 1       | 3       | 1     | 5     | 1     |
| 6     | Argentina     |             | 1           |             |        |        |          | 1        | 1       |         |         | 3       | 1     | 5     | 0     |
| 5     | Austràlia     |             |             | 1           |        |        |          |          | 1       | 1       |         | 2       | 1     | 3     | 1     |
| 5     | Txèquia       |             |             |             |        |        | 1        |          | 1       |         | 1       | 2       | 3     | 2     | 0     |
| 5     | Canadà        |             |             |             |        |        |          |          | 1       |         | 4       |         | 5     | 0     | 0     |
| 4     | Croàcia       |             |             |             |        |        |          | 3        |         |         |         | 1       | 0     | 4     | 0     |
| 4     | Sèrbia        |             |             |             |        |        |          |          |         |         | 3       | 1       | 3     | 1     | 0     |
| 3     | El Salvador   |             |             |             |        |        |          | 3        |         |         |         |         | 0     | 3     | 0     |
| 3     | Kazakhstan    |             |             |             |        |        |          |          | 1       |         | 2       |         | 3     | 0     | 0     |
| 3     | Brasil        |             |             |             |        |        |          |          |         | 1       | 1       | 1       | 1     | 2     | 0     |
| 2     | Mònaco        |             |             |             |        |        |          | 1        |         |         |         | 1       | 0     | 2     | 0     |
| 2     | Alemanya      |             |             |             |        |        |          |          | 1       | 1       |         |         | 1     | 1     | 0     |
| 2     | Índia         |             |             |             |        |        |          |          |         | 1       |         | 1       | 0     | 2     | 0     |
| 2     | Mèxic         |             |             |             |        |        |          |          |         |         |         | 2       | 0     | 2     | 0     |
| 1     | Finlàndia     |             | 1           |             |        |        |          |          |         |         |         |         | 0     | 1     | 0     |
| 1     | Noruega       |             |             |             |        |        | 1        |          |         |         |         |         | 1     | 0     | 0     |
| 1     | Dinamarca     |             |             |             |        |        |          |          | 1       |         |         |         | 1     | 0     | 0     |
| 1     | Grècia        |             |             |             |        |        |          |          | 1       |         |         |         | 1     | 0     | 0     |
| 1     | Rússia        |             |             |             |        |        |          |          | 1       |         |         |         | 1     | 0     | 0     |
| 1     | Suècia        |             |             |             |        |        |          |          |         | 1       |         |         | 0     | 1     | 0     |
| 1     | Àustria       |             |             |             |        |        |          |          |         |         |         | 1       | 0     | 1     | 0     |
| 1     | Colòmbia      |             |             |             |        |        |          |          |         |         |         | 1       | 0     | 1     | 0     |
| 1     | Nova Zelanda  |             |             |             |        |        |          |          |         |         |         | 1       | 0     | 1     | 0     |
| 1     | Portugal      |             |             |             |        |        |          |          |         |         |         | 1       | 0     | 1     | 0     |

## Rànquings
Les següents taules indiquen els rànquings de la ATP amb les vint millors tennistes individuals, i les deu millors parelles de la temporada 2025.

### Individual
| Rànquing individual ATP 2025 | Rànquing individual ATP 2025 | Rànquing individual ATP 2025 | Rànquing individual ATP 2025 | Rànquing individual ATP 2025 | Rànquing individual ATP 2025 |
| Pos.                         | Tennista                     | Punts                        | T.                           | Ant.                         | Mov.                         |
| ---------------------------- | ---------------------------- | ---------------------------- | ---------------------------- | ---------------------------- | ---------------------------- |
| 1                            |                              |                              |                              |                              |                              |

#### Evolució número 1
| Tennista      | Data       | Setmanes |
| ------------- | ---------- | -------- |
| Jannik Sinner | Final 2024 | 1        |

### Dobles
| Rànquing dobles ATP 2025 | Rànquing dobles ATP 2025 | Rànquing dobles ATP 2025 | Rànquing dobles ATP 2025 | Rànquing dobles ATP 2025 | Rànquing dobles ATP 2025 |
| Pos.                     | Tennista                 | Punts                    | T.                       | Ant.                     | Mov.                     |
| ------------------------ | ------------------------ | ------------------------ | ------------------------ | ------------------------ | ------------------------ |
| 1                        |                          |                          |                          |                          |                          |

| Rànquing parelles ATP 2025 | Rànquing parelles ATP 2025 | Rànquing parelles ATP 2025 | Rànquing parelles ATP 2025 | Rànquing parelles ATP 2025 | Rànquing parelles ATP 2025 |
| Pos.                       | Parella                    | Punts                      | Ant.                       | Mov.                       |                            |
| -------------------------- | -------------------------- | -------------------------- | -------------------------- | -------------------------- | -------------------------- |
| 1                          | ·                          |                            |                            |                            |                            |

#### Evolució número 1
| Tennista/es                | Data       | Setmanes |
| -------------------------- | ---------- | -------- |
| Marcelo Arévalo Mate Pavić | Final 2024 | 1        |

## Distribució de punts
| Categoria                                                  | G                     | F                    | SF                  | QF                                                                                               | R16                                                                                              | R32                                                                                              | R64                                                                                              | R128                                                                                             | Q                                                                                                | Q3                                                                                               | Q2                                                                                               | Q1                                                                                               |
| Grand Slam (128I)                                          | 2000                  | 1300                 | 800                 | 400                                                                                              | 200                                                                                              | 100                                                                                              | 50                                                                                               | 10                                                                                               | 30                                                                                               | 16                                                                                               | 8                                                                                                | 0                                                                                                |
| Grand Slam (64D)                                           | 2000                  | 1200                 | 720                 | 360                                                                                              | 180                                                                                              | 90                                                                                               | 0                                                                                                | –                                                                                                | 25                                                                                               | –                                                                                                | 0                                                                                                | 0                                                                                                |
| ATP Finals (8I/8D)                                         | 1500 (max) 1100 (min) | 1000 (max) 600 (min) | 600 (max) 200 (min) | 200 per cada victòria a la fase Round Robin +400 victòria a semifinals, +500 victòria a la final | 200 per cada victòria a la fase Round Robin +400 victòria a semifinals, +500 victòria a la final | 200 per cada victòria a la fase Round Robin +400 victòria a semifinals, +500 victòria a la final | 200 per cada victòria a la fase Round Robin +400 victòria a semifinals, +500 victòria a la final | 200 per cada victòria a la fase Round Robin +400 victòria a semifinals, +500 victòria a la final | 200 per cada victòria a la fase Round Robin +400 victòria a semifinals, +500 victòria a la final | 200 per cada victòria a la fase Round Robin +400 victòria a semifinals, +500 victòria a la final | 200 per cada victòria a la fase Round Robin +400 victòria a semifinals, +500 victòria a la final | 200 per cada victòria a la fase Round Robin +400 victòria a semifinals, +500 victòria a la final |
| ATP Tour Masters 1000 (96I)                                | 1000                  | 650                  | 400                 | 200                                                                                              | 100                                                                                              | 50                                                                                               | 30                                                                                               | 10                                                                                               | 20                                                                                               | –                                                                                                | 10                                                                                               | 0                                                                                                |
| ATP Tour Masters 1000 (56I)                                | 1000                  | 650                  | 400                 | 200                                                                                              | 100                                                                                              | 50                                                                                               | 10                                                                                               | –                                                                                                | 30                                                                                               | –                                                                                                | 16                                                                                               | 0                                                                                                |
| ATP Tour Masters 1000 (32D)                                | 1000                  | 600                  | 360                 | 180                                                                                              | 90                                                                                               | 0                                                                                                | –                                                                                                | –                                                                                                | –                                                                                                | –                                                                                                | –                                                                                                | –                                                                                                |
| ATP Tour 500 (48I)                                         | 500                   | 330                  | 200                 | 100                                                                                              | 50                                                                                               | 25                                                                                               | 0                                                                                                | –                                                                                                | 16                                                                                               | –                                                                                                | 8                                                                                                | 0                                                                                                |
| ATP Tour 500 (32I)                                         | 500                   | 330                  | 200                 | 100                                                                                              | 50                                                                                               | 0                                                                                                | –                                                                                                | –                                                                                                | 25                                                                                               | –                                                                                                | 13                                                                                               | 0                                                                                                |
| ATP Tour 500 (16D)                                         | 500                   | 300                  | 180                 | 90                                                                                               | 0                                                                                                | –                                                                                                | –                                                                                                | –                                                                                                | 45                                                                                               | –                                                                                                | 25                                                                                               | 0                                                                                                |
| ATP Tour 250 (48I)                                         | 250                   | 165                  | 100                 | 50                                                                                               | 25                                                                                               | 13                                                                                               | 0                                                                                                | –                                                                                                | 8                                                                                                | –                                                                                                | 4                                                                                                | 0                                                                                                |
| ATP Tour 250 (32I/28I)                                     | 250                   | 165                  | 100                 | 50                                                                                               | 25                                                                                               | 0                                                                                                | –                                                                                                | –                                                                                                | 13                                                                                               | –                                                                                                | 7                                                                                                | 0                                                                                                |
| ATP Tour 250 (16D)                                         | 250                   | 150                  | 90                  | 45                                                                                               | 0                                                                                                | –                                                                                                | –                                                                                                | –                                                                                                | –                                                                                                | –                                                                                                | –                                                                                                | –                                                                                                |
| United Cup                                                 | 500 (màxim)           | 500 (màxim)          | 500 (màxim)         | 500 (màxim)                                                                                      | 500 (màxim)                                                                                      | 500 (màxim)                                                                                      | 500 (màxim)                                                                                      | 500 (màxim)                                                                                      | 500 (màxim)                                                                                      | 500 (màxim)                                                                                      | 500 (màxim)                                                                                      | 500 (màxim)                                                                                      |
| Llegenda: (I): individual, (D): dobles, (Q): qualificació. |                       |                      |                     |                                                                                                  |                                                                                                  |                                                                                                  |                                                                                                  |                                                                                                  |                                                                                                  |                                                                                                  |                                                                                                  |                                                                                                  |